# Esquadrão N.º 41 da RAF

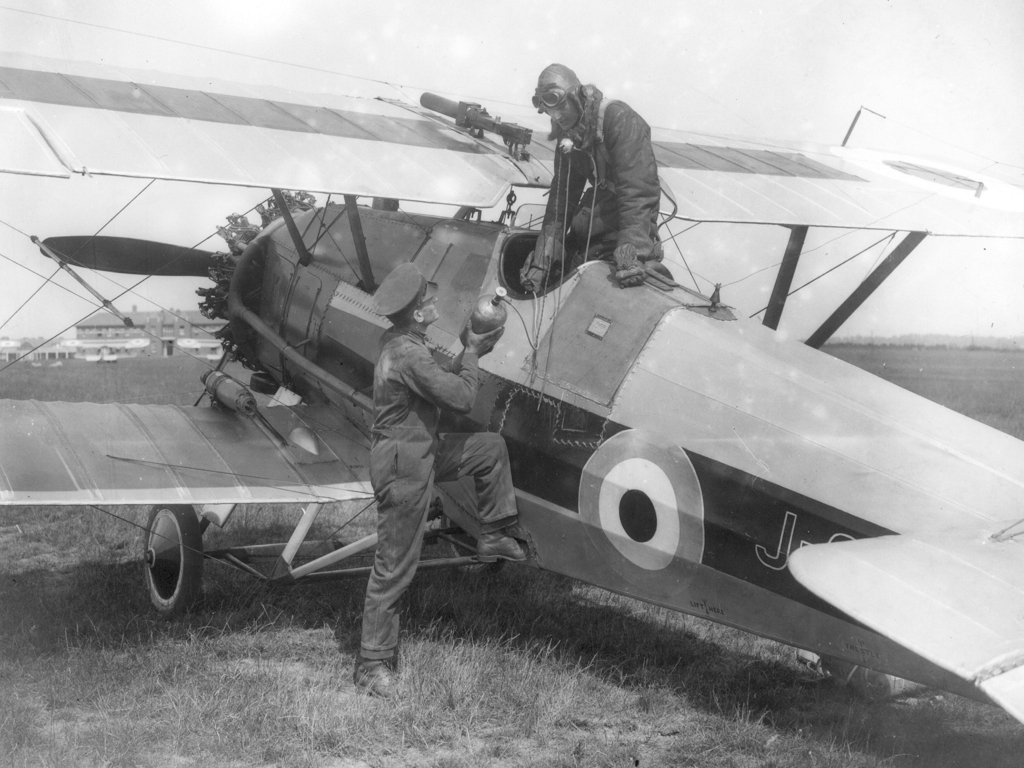
Imagem do Esquadrão N.°41 da Real Força Aérea a RAF

O Esquadrão N.º 41 da Real Força Aérea (RAF) é um esquadrão de teste e avaliação, que se encontra na Base Aérea de Coningsby, em Lincolnshire. O seu título oficial é "41(R) TES". O esquadrão foi formado em 1916 durante a Primeira Guerra Mundial e serviu na Frente Ocidental como esquadrão de ataque terrestre e de combate aéreo. Extinto em 1919, voltou a ser formado em 1923.
Durante a Segunda Guerra Mundial o esquadrão pilotou aeronaves Supermarine Spitfire e viu acção em Dunquerque e durante a Batalha da Grã-Bretanha; esta acção continuou até 1945, até ao cessar das hostilidades. Depois do final da guerra, permaneceu na Alemanha até 1946 como parte da ocupação. No pós-guerra, o esquadrão voltou a ser extinto em 1963 e re-criado em 1965 e 1970, período em que operou aeronaves a jato, de combate aéreo, de reconhecimento e de intercepção. Foi re-criado pela última vez em 1972 e mantém-se activo até aos dias de hoje, desempenhando desde 2010 funções de teste e avaliação de aeronaves.